# Joeropsis setosa
Joeropsis setosa är en kräftdjursart som beskrevs av George och Stromberg 1968. Joeropsis setosa ingår i släktet Joeropsis och familjen Joeropsididae. Inga underarter finns listade i Catalogue of Life.